# Cześniki
Cześniki – wieś w Polsce położona w województwie lubelskim, w powiecie zamojskim, w gminie Sitno. 
W latach 1975–1998 miejscowość administracyjnie należała do województwa zamojskiego.
Wieś jest sołectwem w gminie Sitno. Według Narodowego Spisu Powszechnego z roku 2011 wieś liczyła 477 mieszkańców. 
| SIMC    | Nazwa      | Rodzaj    |
| ------- | ---------- | --------- |
| 0897941 | Dodatki    | część wsi |
| 0897958 | Miasteczko | część wsi |
| 0897964 | Ośrodek    | część wsi |

W miejscowości funkcjonował klub sportowy "Orzeł"
Wieś jest siedzibą rzymskokatolickiej parafii Parafia św. Michała Archanioła. W Cześnikach znajduje się zabytkowy kościół św. Michała Archanioła, dawna cerkiew prawosławna z 1898.

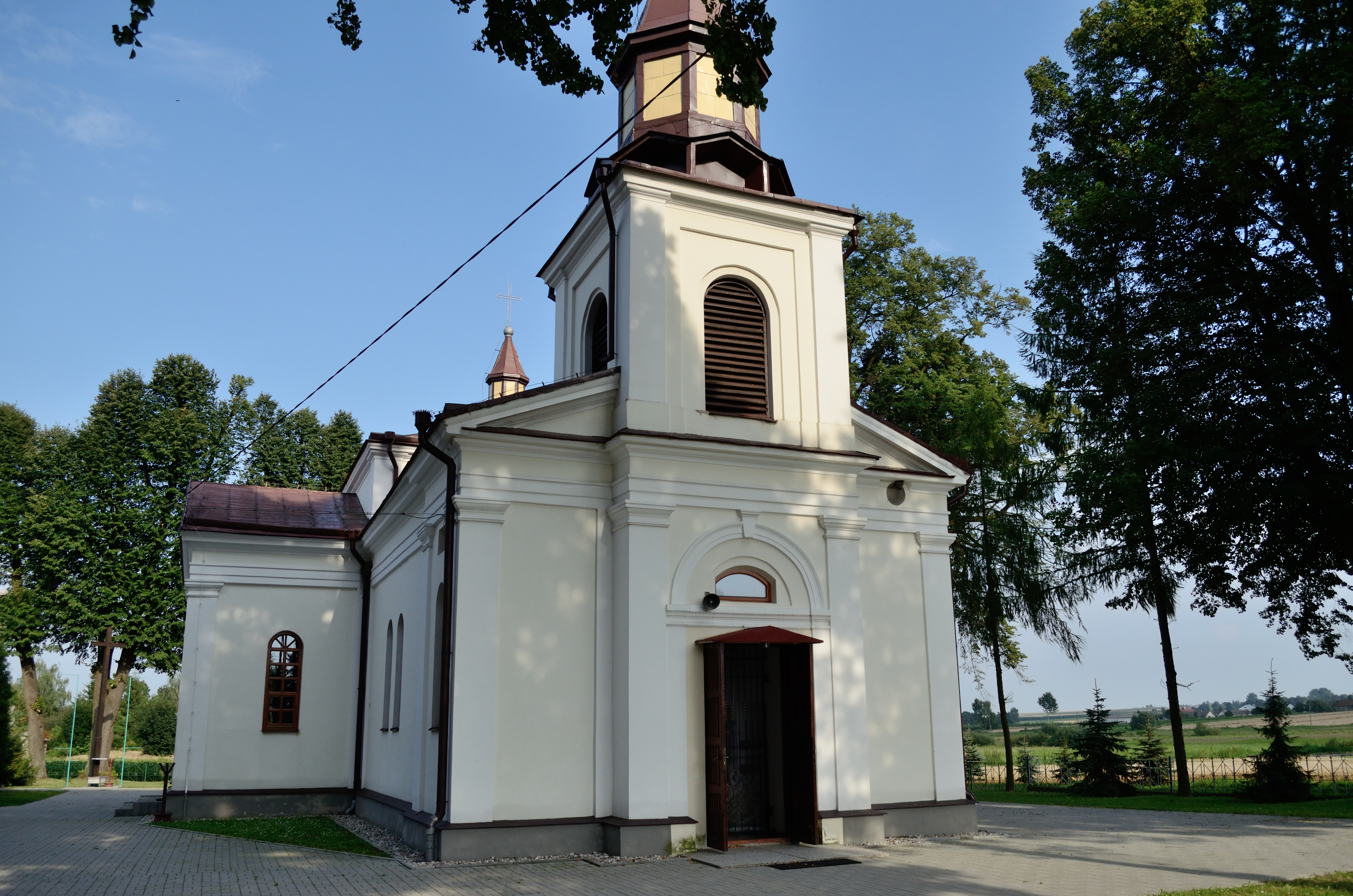
Kościół pw. św. Michała Archanioła
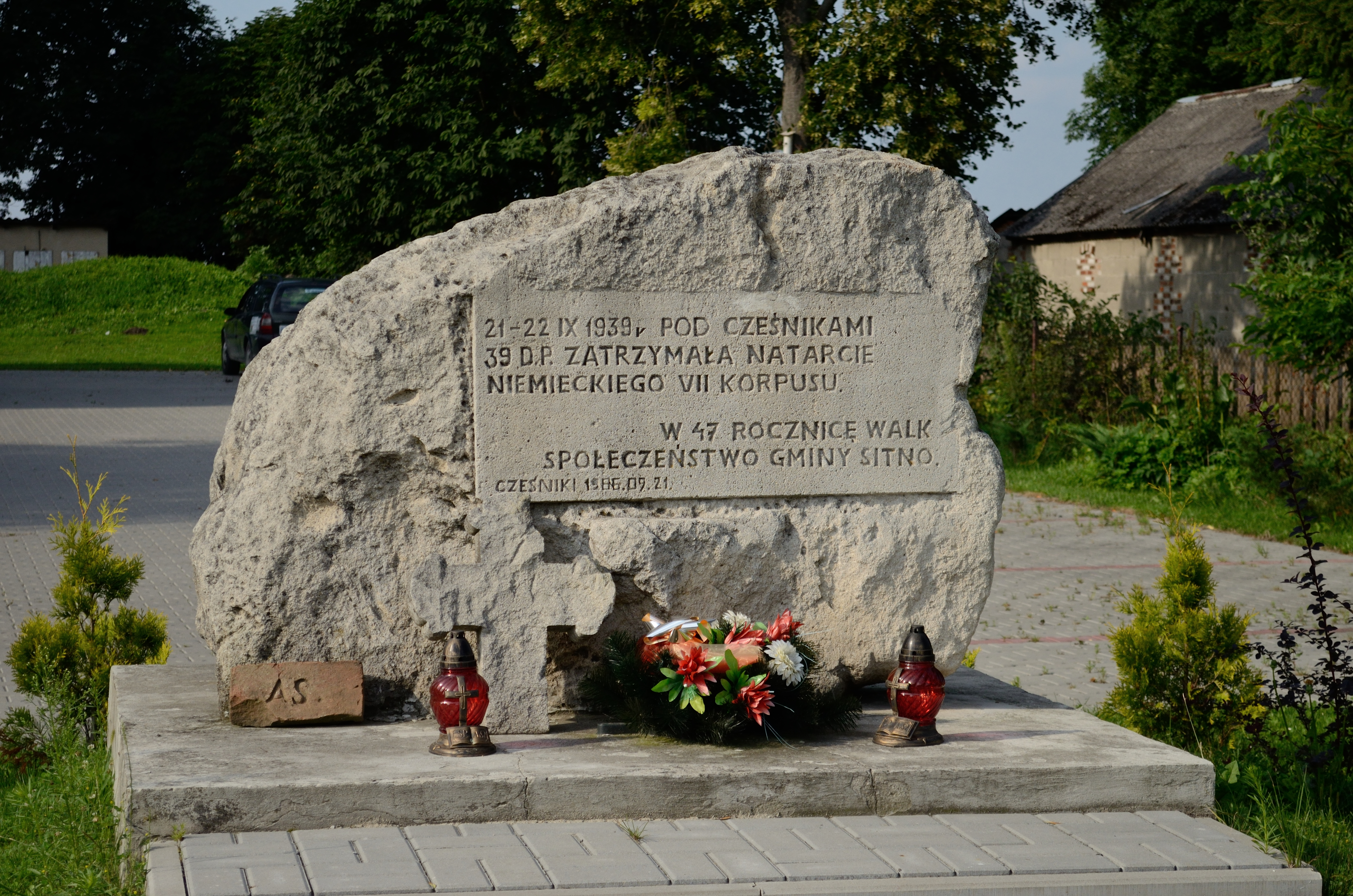
Pomnik powstrzymania VII korpusu niem. w 1939
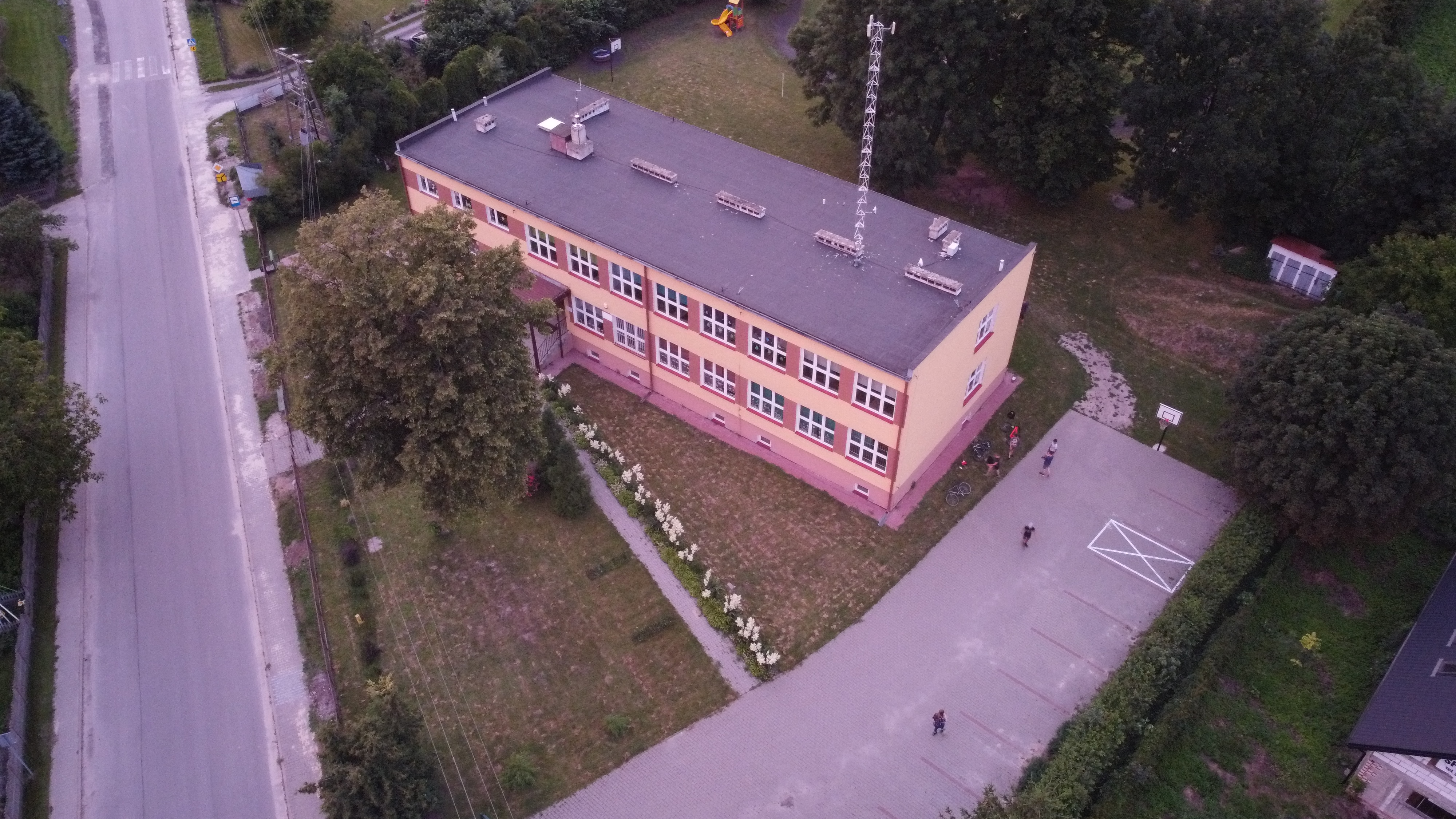
Szkoła Podstawowa w Cześnikach
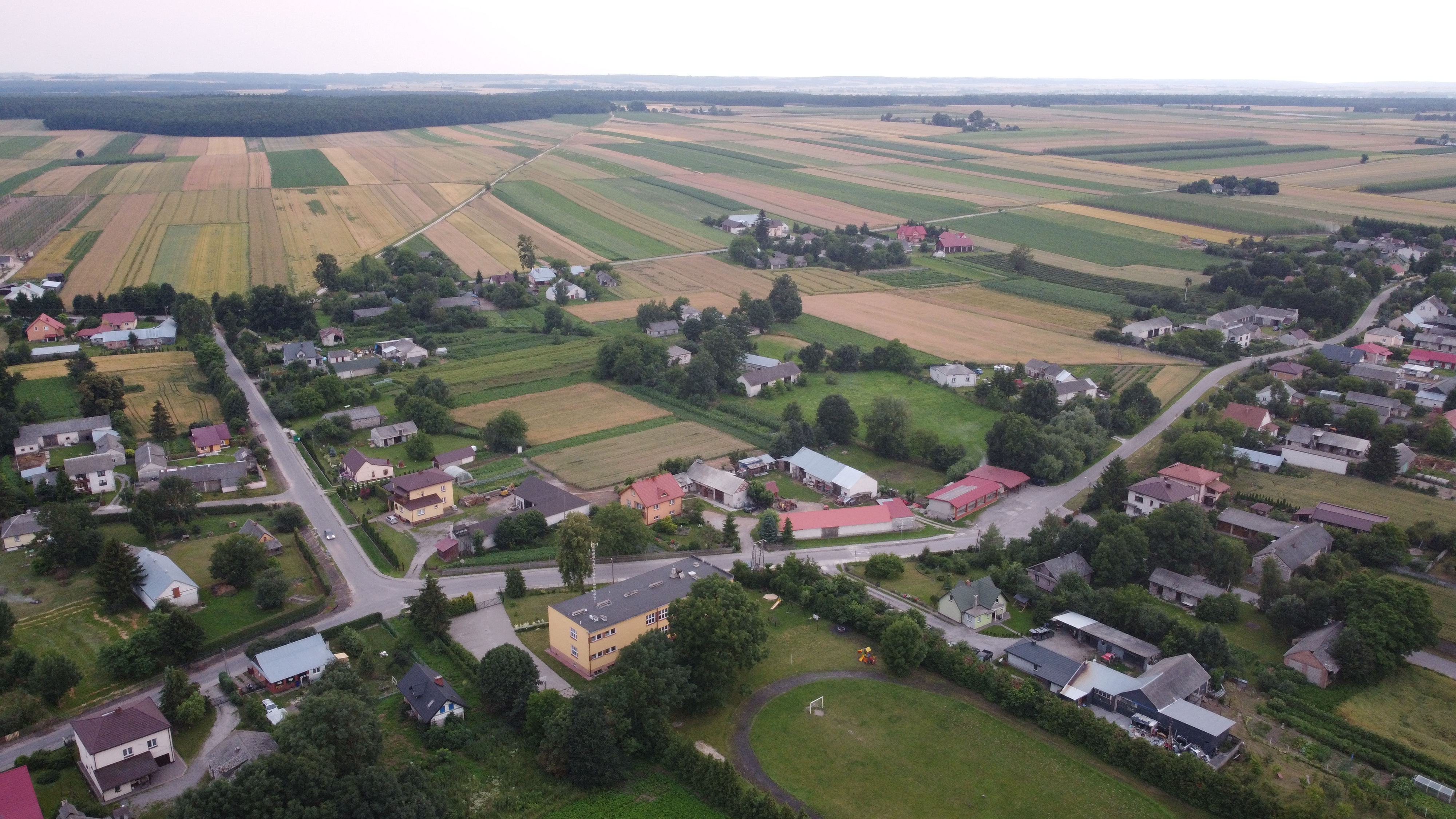
Widok na wieś z lotu ptaka